# Pro Team Astana/Saison 2008
Dieser Artikel listet Erfolge und Mannschaft des Radsportteams Astana in der Saison 2008 auf.

## Erfolge in der UCI ProTour
In den Rennen der Saison 2008 der UCI ProTour gelangen die nachstehenden Erfolge.
| Datum              | Rennen                              | Fahrer           |
| ------------------ | ----------------------------------- | ---------------- |
| 7. April           | 1. Etappe Vuelta al País Vasco      | Alberto Contador |
| 12. April          | 6. Etappe Vuelta al País Vasco      | Alberto Contador |
| 7.–12. April       | Gesamtwertung Vuelta al País Vasco  | Alberto Contador |
| 30. April          | 1. Etappe Tour de Romandie          | Maxim Iglinski   |
| 2. Mai             | 3. Etappe Tour de Romandie          | Andreas Klöden   |
| 29. April – 4. Mai | Gesamtwertung Tour de Romandie      | Andreas Klöden   |
| 8. Juni            | Prolog Critérium du Dauphiné Libéré | Levi Leipheimer  |

## Erfolge in des UCI Continental Circuits
In den Rennen des UCI Continental Circuits gelangen die nachstehenden Erfolge.
| Datum                      | Rennen                                          | Kat. | Fahrer            |
| -------------------------- | ----------------------------------------------- | ---- | ----------------- |
| 21. Februar                | 2. Etappe Volta ao Algarve                      | 2.1  | Tomas Vaitkus     |
| 22. Februar                | 5. Etappe Kalifornien-Rundfahrt                 | 2.HC | Levi Leipheimer   |
| 17.–24. Februar            | Gesamtwertung Kalifornien-Rundfahrt             | 2.HC | Levi Leipheimer   |
| 5. März                    | 2. Etappe Vuelta a Murcia                       | 2.1  | José Luis Rubiera |
| 23. März                   | Ronde van het Groene Hart                       | 1.1  | Tomas Vaitkus     |
| 24. März                   | 1. Etappe Vuelta a Castilla y León              | 2.1  | Alberto Contador  |
| 27. März                   | 4. Etappe Vuelta a Castilla y León              | 2.1  | Alberto Contador  |
| 24.–28. März               | Gesamtwertung Vuelta a Castilla y León          | 2.1  | Alberto Contador  |
| 10. Mai – 1. Juni          | Gesamtwertung Giro d’Italia                     |      | Alberto Contador  |
| 26. Juni                   | Kasachische Meisterschaft – Einzelzeitfahren    | NC   | Andrei Misurow    |
| 27. Juni                   | Russische Meisterschaft – Einzelzeitfahren      | NC   | Wladimir Gussew   |
| 28. Juni                   | Kasachische Meisterschaft – Straßenrennen       | NC   | Assan Basajew     |
| 28. Juni                   | Litauische Meisterschaft – Straßenrennen        | NC   | Tomas Vaitkus     |
| 28. Juni                   | Portugiesische Meisterschaft – Einzelzeitfahren | NC   | Sérgio Paulinho   |
| 29. Juni                   | Russische Meisterschaft – Straßenrennen         | NC   | Sergei Iwanow     |
| 11. Juli                   | 5. Etappe Österreich-Rundfahrt                  | 2.HC | René Haselbacher  |
| 26.–30. Juli               | Gesamtwertung Tour de Wallonie                  | 2.HC | Sergei Iwanow     |
| 24. August                 | Clásica a los Puertos                           | 1.1  | Levi Leipheimer   |
| 3. September               | 5. Etappe Vuelta a España (EZF)                 |      | Levi Leipheimer   |
| 13. September              | 13. Etappe Vuelta a España                      |      | Alberto Contador  |
| 14. September              | 14. Etappe Vuelta a España                      |      | Alberto Contador  |
| 20. September              | 20. Etappe Vuelta a España (EZF)                |      | Levi Leipheimer   |
| 30. August – 21. September | Gesamtwertung Vuelta a España                   |      | Alberto Contador  |

## Zugänge – Abgänge
| Zugänge            | Team 2007               | Abgänge                      | Team 2008                       |
| ------------------ | ----------------------- | ---------------------------- | ------------------------------- |
| Janez Brajkovič    | Discovery Channel       | José Antonio Redondo         | Andalucía-Cajasur               |
| Alberto Contador   | Discovery Channel       | Paolo Savoldelli             | L.P.R. Brakes                   |
| Wladimir Gussew    | Discovery Channel       | Igor Abakoumov               | Mitsubishi-Jartazi              |
| Levi Leipheimer    | Discovery Channel       | Gennadi Michailow            | Mitsubishi-Jartazi              |
| Benjamín Noval     | Discovery Channel       | Maxim Gurow                  | A-Style Somn                    |
| Sérgio Paulinho    | Discovery Channel       | Jewgeni Sladkow              | Centri della Calzatura-Partizan |
| José Luis Rubiera  | Discovery Channel       | Alexei Kolessow              | Ulan                            |
| Tomas Vaitkus      | Discovery Channel       | Andrei Kaschetschkin         | Dopingsperre                    |
| Christopher Horner | Predictor-Lotto         | Matthias Kessler             | Dopingsperre                    |
| Berik Kupeschow    | Storez-Ledecq Matériaux | Eddy Mazzoleni               | Karriereende                    |
| Roman Kirejew      | Neoprofi                | Alexander Winokurow          | Karriereende                    |
| Andrei Seiz        | Neoprofi                | Wladimir Gussew (bis 25.07.) | Unbekannt                       |

## Mannschaft
| Name               | Geburtstag         | Nationalität       |
| ------------------ | ------------------ | ------------------ |
| Assan Basajew      | 22. Februar 1981   | Kasachstan         |
| Janez Brajkovič    | 18. Dezember 1983  | Slowenien          |
| Antonio Colom      | 11. Mai 1978       | Spanien            |
| Alberto Contador   | 6. Dezember 1982   | Spanien            |
| Thomas Frei        | 19. Januar 1985    | Schweiz            |
| René Haselbacher   | 15. September 1977 | Österreich         |
| Christopher Horner | 23. Oktober 1971   | Vereinigte Staaten |
| Maxim Iglinski     | 18. April 1981     | Kasachstan         |
| Sergei Iwanow      | 5. März 1975       | Russland           |
| Sergei Jakowlew    | 21. April 1976     | Kasachstan         |
| Benoît Joachim     | 14. Januar 1976    | Luxemburg          |
| Aaron Kemps        | 10. September 1983 | Australien         |
| Roman Kirejew      | 14. Februar 1987   | Kasachstan         |
| Andreas Klöden     | 22. Juni 1975      | Deutschland        |
| Koen de Kort       | 8. September 1982  | Niederlande        |
| Berik Kupeschow    | 30. Januar 1987    | Kasachstan         |
| Levi Leipheimer    | 24. Oktober 1973   | Vereinigte Staaten |
| Julien Mazet       | 19. März 1981      | Frankreich         |
| Andrei Misurow     | 16. März 1973      | Kasachstan         |
| Steve Morabito     | 30. Januar 1983    | Schweiz            |
| Dmitri Murawjow    | 2. November 1979   | Kasachstan         |
| Daniel Navarro     | 18. Juli 1983      | Spanien            |
| Benjamín Noval     | 23. Januar 1979    | Spanien            |
| Sérgio Paulinho    | 26. März 1980      | Portugal           |
| Grégory Rast       | 17. Januar 1980    | Schweiz            |
| José Luis Rubiera  | 27. Januar 1973    | Spanien            |
| Michael Schär      | 29. September 1986 | Schweiz            |
| Tomas Vaitkus      | 4. Februar 1982    | Litauen            |
| Andrei Seiz        | 14. Dezember 1986  | Kasachstan         |

## Trikot

2008